# Gwendoline Butler
Pour les articles homonymes, voir Butler.
Gwendoline Butler, née le 19 août 1922 à South London en Angleterre et morte le 5 janvier 2013 est une femme de lettres britannique, auteure de romans policiers et de romans d’amour. Une partie importante de son œuvre est signée Jennie Melville.

## Biographie
Elle fait des études au Lady Margaret Hall où elle deviendra professeur. 
En 1956, elle publie son premier roman, Receipt for Murder. C'est le premier récit d'une longue série consacrée à l'inspecteur de police John Coffin et à son assistant le sergent Dowe. Dans cette série, avec A Coffin for Pandora, paru en 1973, elle obtient le Silver Dagger décerné par la Crime Writers' Association.
À partir de 1962, elle utilise concomitamment le pseudonyme de Jennie Melville, nom de sa grand-mère, et commence une autre série avec comme personnage principal Charmian Daniels, une femme policier. Dans cette série Seule (Nell Alone), publié en 1966, est un ouvrage qui « se veut aussi réflexion sur la solitude, particulièrement féminine. Bien écrit, bien construit, il constitue un bon exemple de l'école « gothique » britannique », selon Claude Mesplède .
En 1981, The Red Staircase publié sous son nom obtient le Romantic Novelists' Association Awards (en).

## Œuvre

### Romans signés Gwendoline Butler

#### SérieJohn Coffin
- Receipt for Murder, (1956)
- Dead in a Row(1957)
- The Dull Dead (1958)
- The Murdering Kind (1958)
- The Interloper (1959)
- Death Lives Next Door (1960) (autre titre Dine and Be Dead)
- A Coffin for Baby (1960)
- Make Me a Murderer (1961)
- Coffin in Oxford (1962)
- Coffin Waiting (1963)
- Coffin in Malta (1964)
- A Nameless Coffin (1966)
- Coffin Following (1968)
- Coffin's Dark Number (1969)
- A Coffin from the Past (1970)
- A Coffin for Pandora (1973)
- A Coffin for the Canary (1974)
- Coffin On the Water (1986)
- Coffin in Fashion (1987)
- Coffin Underground (1988)
- Coffin in the Museum of Crime (1989) (autre titre Coffin in the Black Museum)
- Coffin and the Paper Man (1990)
- Coffin on Murder Street (1991)
- Cracking Open a Coffin (1992)
- A Coffin For Charley (1993)
- The Coffin Tree (1994)
- A Dark Coffin (1995)
- A Double Coffin (1996)
- Coffin's Game (1997)
- A Grave Coffin (1998)
- Coffin's Ghost (1999)
- A Cold Coffin (2000)
- A Coffin for Christmas (2000)
- Coffin Knows the Answer (2002)

#### SérieMajor MearnsetSergent Denny
- The King Cried Murder (1999)
- Dread Murder (2006)

#### Autres romans
- Sarsen Place (1974)
- Olivia (1975)
- The Vesey Inheritance (1975)
- The Brides of Friedberg (1977) (autre titre Meadowsweet)
- The Red Staircase (1979)
- Albion Walk (1982)
- Butterfly (1996)
- Let There Be Love (1997)

### Romans signés Jennie Melville

#### SérieCharmian Daniels
- Come Home and Be Killed (1962)
- Burning Is a Substitute for Loving (1963)
- Murderers' Houses (1964)
- There Lies Your Love (1965)
- Nell Alone (1966)
  - Seule, Série noire no 1171, (1967)
- A Different Kind of Summer (1967)
- A New Kind of Killer, an Old Kind of Death (1970) (autre titre A New Kind of Killer)
- Murder Has a Pretty Face (1981)
- Death in the Garden (1987) (autre titre Murder in the Garden)
- Windsor Red (1988)
- A Cure for Dying (1989) (autre titre Making Good Blood)
- Witching Murder (1990)
- Footsteps in the Blood (1990)
- Dead Set (1992)
- Whoever Has the Heart (1993)
- Baby Drop (1994) (autre titre A Death in the Family)
- The Morbid Kitchen (1995)
- The Woman Who Was Not There (1996)
- Revengeful Death (1998)
- Stone Dead (1998)
- Dead Again (2000)
- Loving Murder (2001)

#### Autres romans
- Hunter in the Shadows (1969)
- The Summer Assassin (1971)
- Ironwood (1972)
- Nun's Castle (1973)
- Raven's Forge (1975)
- Dragon's Eye (1976)
  - L’Œil du dragon, collection Intimité no 407 (1980)
- Axwater (1978) (autre titre Tarot's Tower)
- Painted Castle (1982)
- Hand of Glass (1983)
- Listen to the Children (1986)
- Complicity (2000)

### Nouvelles signées Gwendoline Butler
- The Sisterhood 1968
  - Ma sœur, Mystère magazine no 268, (juin 1970)
- Enter Coffin (Right) 2007

## Prix et nominations

### Prix
- Prix Silver Dagger 1973 pour A Coffin for Pandora[3]

### Nominations
- Gold Dagger Award 1969 pour The Hunter in the Shadows[3]
- Gold Dagger Award 1981 pour Murder Has a Pretty Face[3]

## Sources
- Claude Mesplède, Les années "Série noire" : bibliographie critique d'une collection policière, vol. 3 : 1966-1972, Amiens, Editions Encrage, coll. « Travaux / 22 », 1994, 328 p. (ISBN 978-2-906389-53-3), p. 101-102.
- Claude Mesplède et Jean-Jacques Schleret, SN, voyage au bout de la Noire : inventaire de 732 auteurs et de leurs œuvres publiés en séries Noire et Blème : suivi d'une filmographie complète, Paris, Futuropolis, 1982 (OCLC 11972030), p. 270-271